# Dongcun (sockenhuvudort i Kina, Jiangxi Sheng, lat 26,36, long 115,55)
Dongcun är en sockenhuvudort i Kina. Den ligger i provinsen Jiangxi, i den sydöstra delen av landet, omkring 260 kilometer söder om provinshuvudstaden Nanchang. Antalet invånare är 17 390. Befolkningen består av 8 461 kvinnor och 8 929 män. Barn under 15 år utgör 29,0 %, vuxna 15-64 år 62 %, och äldre över 65 år 8,0 %.
Runt Dongcun är det tätbefolkat, med 257 invånare per kvadratkilometer. Närmaste större samhälle är Yinkeng, 17,6 km söder om Dongcun. I omgivningarna runt Dongcun växer i huvudsak blandskog.
Genomsnittlig årsnederbörd är 2 051 millimeter. Den regnigaste månaden är maj, med i genomsnitt 345 mm nederbörd, och den torraste är oktober, med 23 mm nederbörd.